# 惑星間の狩人
『惑星間の狩人』（わくせいかんのかりうど、原題：Interplanetary Hunter）は、アメリカの作家アーサー・K・バーンズが書いたSF小説である。
タイトルキャラクターをフィーチャーした9つのストーリーすべてを含む拡張された電子ブック版は、2009年にThe Complete Interplanetary Huntressとして登場した。    

## 概要
「ロンドン惑星間動物園」の専属女性ハンターであるゲリー・カーライル（別名、生捕りカーライル）が、宇宙船「箱舟号」で太陽系を駆け巡り、様々な異星生物を捕獲するという物語である。
この作品が書かれたのは1935年なので、まだ本格的な太陽系内探査は行われておらず、その後の無人探査機による調査で生物の生存が不可能と思われる天体にも、生物がいるように描かれている。

## 訪れた天体と生息する生物

### 金星
鉄砲玉カブトムシ (Whiz-Bang Beetle)
行く手のいかなる物も無視し、高速で飛行する甲虫。地球産のタバコの匂いを好む。
ショベル・マウス (Shovel-Mouth)
体長約15メートル、幅6メートルほどの動物。三対の脚を持ち、スコップのような口で食物をすくいあげる。
クルマムシ (Rotifer)
ボール状の動物で、繊毛を使って動く。
鞭竜 (Whip)
体高15メートルで、二本脚で直立する。鞭状の舌の長さは15メートルもあり、剃刀のように鋭い。
マリ (Murri)
擬類人猿と呼ばれており、地球のテングザルに似ている。常に「マリ、マリ」と小声で鳴いている。

### 木星の衛星アマルテア
カクス (Cacus)
体長約6メートルで六本の脚がある。体内で作る可燃性ガスと口内のプラチナ触媒により、文字通り口から火を吐く。

### 海王星の衛星トリトン
ケムクジャラ (Shaggie)
体高約1.5メートルで、全身が黒い毛で覆われたチェスの駒のような円錐形をしている。

### アルマッセン彗星
プロテアン (Protean)
球形の動物で知性を持っており、体の表面に映像を投影して意思を伝達する。自ら地球に行くことを望んだ。
ハイクロップス (Hyclops)
木星の衛星ガニメデ原住の動物であるが、プロテアンの投影による「虚像」として姿を現した。体高約4メートルで二本脚歩行し、三個の頭と四本の腕がある。

### 土星および衛星タイタン
土星特産植物 (Blue Plate Special Plant)
土星産の植物。珍味であるとともに、葉の汁からは酒が蒸留できる。また花からは香辛料がとれる。
土星凧 (Saturnian Kite)
土星原住の動物。八本脚のあいだに膜があり、口から強靭な糸を吐く。その糸を土星面に連結し、風によって空中に舞い上がる。
ダーマフォス (Dermaphos)
土星原住の動物。体長3メートルほどで、六本脚のトカゲのような生物。
回転モグラ (Rotary Mole)
タイタン原住の動物。地球のマーモットくらいの大きさで、身体中にヒレ状の脚がついている。この脚で体を回転させ、口で岩を砕きながら土中を進む。
ゴラ (Gora)
タイタン原住の動物。体高約90センチで、下半身は地球のウマ、上半身はタツノオトシゴに似ている。

## 書誌資料
- 『惑星ハンター』（小尾芙佐訳、あかね書房、少年少女世界SF文学全集11）
- 『惑星間の狩人』（中村能三訳、創元推理文庫SF） 1969.8
- 『惑星間の狩人（ハンター）』（中村能三訳、創元SF文庫） 1995.10　ISBN 978-4488635015 - 上掲の再販